# Kalaslistan
Kalaslistan var en topplista för dansband som sändes i Sveriges Radio P4 fredag kväll varje jämn vecka i programmet Kalas.
Efter att Svensktoppen omorganiserades i januari 2003 blev Kalaslistan ett av få program i Sveriges Radio där dansbandsmusik fortfarande dominerade.
Listan publicerades för sista gången den 25 april 2008, och toppades då av Thorleifs med låten Skicka mig ett vykort.

## Årets låt
- 2004 - Vem kan älska dig som jag - Mona G:s orkester[1]
- 2005 - Jag kan inte räkna tårarna - Mona G:s orkester[2]
- 2006 - Inte en dag utan dig - Mona G:s orkester[3]
- 2007 - Skicka mig ett vykort - Thorleifs[4]

### Fotnoter
1. ↑  Michael Nystås (22 mars 2005). ”Perrelli förvirrar bara” (på svenska). Aftonbladet. https://www.aftonbladet.se/nojesbladet/a/ddRl7w/perrelli-forvirrar-bara. Läst 31 januari 2020.
2. ↑  ”Mona G:s gjorde årets dansbandslåt” (på svenska). Sundsvalls tidning. 1 januari 2005. https://www.st.nu/artikel/mona-g-s-gjorde-arets-dansbandslat. Läst 31 januari 2020.
3. ↑  ”Mona G:s bakom årets låt i "Kalas"” (på svenska). Svenska Dagbladet. 1 januari 2007. https://www.svd.se/mona-gs-bakom-arets-lat-i-kalas. Läst 31 januari 2020.
4. ↑  ”Upp till dans 7” (på svenska). Expressen. 7 april 2009. https://www.expressen.se/noje/upp-till-dans-7--thorleifs/. Läst 31 januari 2020.